# Phạm Văn Dỹ
Phạm Văn Dỹ (sinh năm 1958) là một sĩ quan cấp cao trong Quân đội nhân dân Việt Nam, hàm Trung tướng, nguyên Bí thư Đảng ủy, Chính ủy Quân khu 7.

## Thân thế và sự nghiệp
Ông sinh ngày 11 tháng 8 năm 1958, quê ở Bến Lức, tỉnh Long An.
Ông trưởng thành từ Quân đoàn 4.
Năm 1999 Ông giữ chức phó sư trưởng về chính trị sư đoàn 9.
Năm 2008, bổ nhiệm giữ chức Chính ủy Trường Sĩ quan Lục quân 2 ( Trường Đại học Nguyễn Huệ).
Năm 2010, bổ nhiệm giữ chức Chính ủy Quân khu 7
Năm 2018, ông nghỉ hưu
Thiếu tướng (2007), Trung tướng (2011)